# MG K/N-Type Magnette

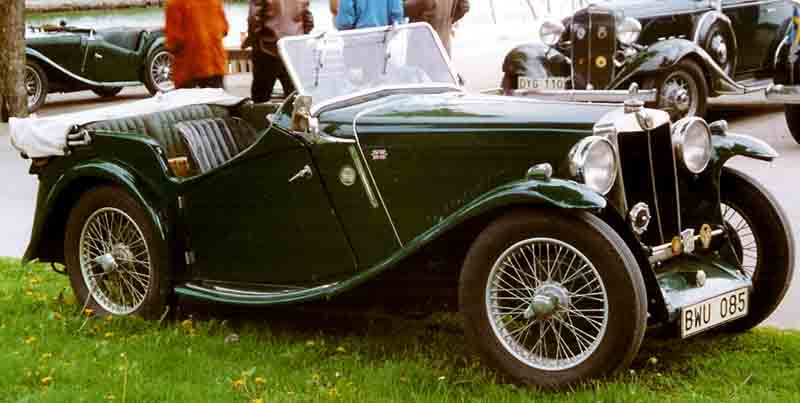
MG N-Type

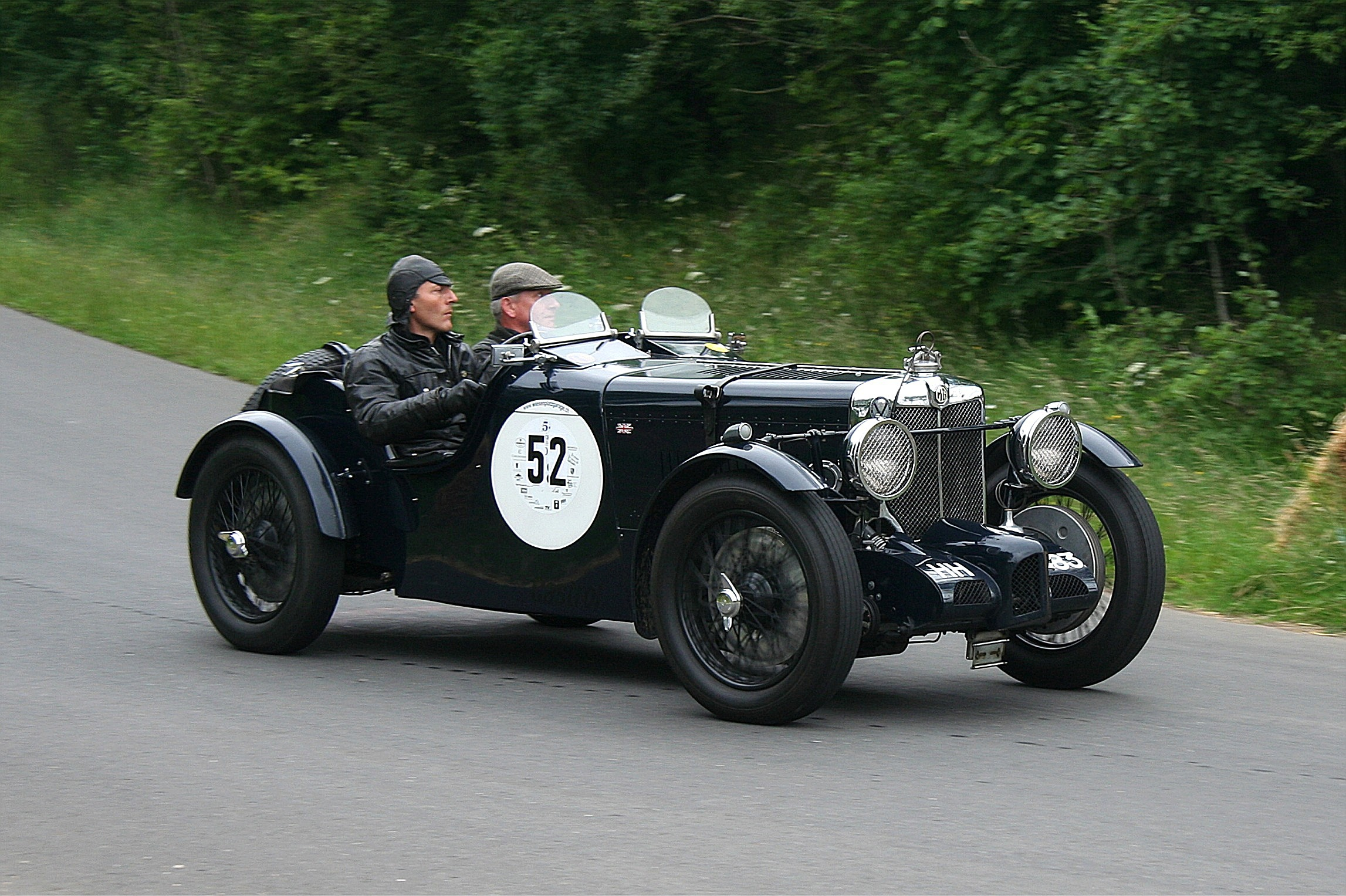
MG K-Type from 1935 at Nürburgring Südschleife

MG K-Type Magnette och N-Type Magnette  är en serie sportbilar, tillverkade av den brittiska biltillverkaren MG mellan 1932 och 1936.

## K-Type
På bilsalongen i London 1932 visade MG sin nya K-Type Magnette, som ersatte F-Type Magna. Magnette hade ett längre och bredare chassi men motorns slagvolym var mindre.
K-Type tillverkades i två versioner: den fyrsitsiga K1 och den tvåsitsiga K2.

## K3
K3 var en ren tävlingsversion av K-Type. Den byggdes för att kvala in i 1100cc-klassen. Med kompressor gav motorn upp till 120 hk.
Under 1933 vann Johnnie Lurani och George Eyston sin klass i Mille Miglia och Tazio Nuvolari vann RAC Tourist Trophy.

## KN
KN var en hybrid-modell, med chassi och sedankaross från K-Type och den starkare motorn från N-Type.

## N-Type
Den vidareutvecklade N-Type hade kraftigare chassi och motor. NA presenterades hösten 1934. Ett år senare kom NB med modifierad kaross. ND var en hybrid-modell, med kaross från den äldre K2.
NE var en tävlingsversion, med lättad kaross och trimmad motor.

## Motor[1]
Motorn i Magnette var en liten sexa med överliggande kamaxel, konstruerad av Wolseley. Den var baserad på Morris Minor-motorn som användes i Midget-modellerna.
K-Type fanns i tre utföranden: KA, KB och KD. N-Type hade en starkare 1,3-litersmotor.
| Modell   | Motor               | Cylindervolym | Effekt  | Bränslesystem                  |
| -------- | ------------------- | ------------- | ------- | ------------------------------ |
| KA       | 6-cyl radmotor SOHC | 1086 cm³      | 39 hk   | Tre SU förgasare               |
| KB       | 6-cyl radmotor SOHC | 1086 cm³      | 41 hk   | Dubbla SU förgasare            |
| KD       | 6-cyl radmotor SOHC | 1271 cm³      | 48,5 hk | Dubbla SU förgasare            |
| K3       | 6-cyl radmotor SOHC | 1086 cm³      | 120 hk  | Enkel SU förgasare, kompressor |
| NA/NB/ND | 6-cyl radmotor SOHC | 1271 cm³      | 56,5 hk | Dubbla SU förgasare            |
| NE       | 6-cyl radmotor SOHC | 1271 cm³      | 74 hk   | Dubbla SU förgasare            |

## Tillverkning[1]
| Modell | Antal |
| ------ | ----- |
| K1     | 181   |
| K2     | 20    |
| K3     | 33    |
| KN     | 193   |
| NA     | 299   |
| NB     | 391   |
| ND     | 48    |
| NE     | 7     |